# Басимбеков, Жаксылык
Жаксылык Басимбеков (каз. Жақсылық Бәсімбеков; 15 марта 1893 или 15 марта 1897, Каркаралинский уезд, Семипалатинская область — 24 января 1984, Каркаралинский район, Карагандинская область) — старший чабан колхоза «Томар» Каркаралинского района Карагандинской области, Казахская ССР. Герой Социалистического Труда (1948).

## Биография
До Октябрьской революции трудился батраком. В 1935 году вступил в колхоз «Томар» (позднее — колхоз «Прогресс») Каркаралинского района, в котором работал чабаном, старшим чабаном.
В сложных зимних условиях 1947—1948 гг. сохранил поголовье отары и получил высокий приплод ягнят. Указом Президиума Верховного Совета СССР от 23 июля 1948 года «за получение высокой продуктивности животноводства в 1947 году» удостоен звания Героя Социалистического Труда с вручением ордена Ленина и золотой медали «Серп и Молот».
Этим же Указом за выдающиеся трудовые достижения были награждены званием Героя Социалистического Труда председатель колхоза «Томар» Муздыбай Рыскулов и коневод Жайсанбай Кулькин. В 1949 году званием Героя Социалистического Труда был удостоен чабан колхоза Байбосын Бекбаев.
Скончался в 1983 году.